# Rowlandius guantanamero
Espèce
Rowlandius guantanamero est une espèce de schizomides de la famille des Hubbardiidae.

## Distribution
Cette espèce est endémique de la province de Guantánamo à Cuba,. Elle se rencontre vers Niceto Pérez.

## Description
Le mâle holotype mesure 3,65 mm et la femelle paratype 3,75 mm.

## Étymologie
Son nom d'espèce lui a été donné en référence au lieu de sa découverte, la province de Guantánamo.

## Publication originale
- Teruel, 2004 : Nuevas adiciones a la fauna de esquizómidos de Cuba oriental, con la descripción de cuatro nuevas especies (Schizomida: Hubbardiidae). Revista Ibérica de Aracnología, vol. 9, p. 31-42 (texte intégral).